# Zerfe Wondemagegn
Zerfe Wondemagegn, née le 26 octobre 2002, est une athlète éthiopienne spécialiste du 3 000 mètres steeple.

## Biographie
Médaillée d'argent des Championnats du monde juniors 2021 derrière la Kényane Jackline Chepkoech, Zerfe Wondemagegn participe aux Jeux olympiques de Tokyo et se classe huitième de la finale dans le temps de 9 min 16 s 41.
Elle monte sur la deuxième marche du podium lors des championnats d'Afrique 2022 à Saint-Pierre, devancée par sa compatriote Werkuha Getachew.
En octobre 2023, l'Athletics Integrity Unit (en), créée par World Athletics, la suspend provisoirement en raison de la présence d'EPO dans un échantillon prélevé sur l'athlète. En novembre 2023, une autre substance interdite, la testostérone, est découverte, ce qui entraîné une suspension supplémentaire. En avril 2024, elle est suspendue pour une durée de 5 ans (à partir du 20 octobre 2023) et tous ses résultats à partir du 22 août 2023 sont annulés par l'AIU.

## Palmarès
| Date | Compétition                   | Lieu         | Résultat | Épreuve         | Temps         |
| ---- | ----------------------------- | ------------ | -------- | --------------- | ------------- |
| 2019 | Championnats d'Afrique cadets | Abidjan      | 2e       | 2 000 m steeple | 6 min 50 s 40 |
| 2021 | Championnats du monde juniors | Nairobi      | 2e       | 3 000 m steeple | 9 min 35 s 22 |
| 2021 | Jeux olympiques               | Tokyo        | 8e       | 3 000 m steeple | 9 min 16 s 41 |
| 2022 | Championnats d'Afrique        | Saint-Pierre | 2e       | 3 000 m steeple | 9 min 41 s 37 |
| 2023 | Championnats du monde         | Budapest     | 4e DSQ   | 3 000 m steeple | 9 min 00 s 69 |

## Records
| Épreuve              | Temps        | Lieu     | Date        |
| -------------------- | ------------ | -------- | ----------- |
| 3 000 mètres steeple | 9 min 4 s 61 | Florence | 2 juin 2023 |